# Jorge Tupou II de Tonga
Jorge Tupou II (Siaosi Tupou II, 18 de junio de 1874 - 5 de abril de 1918) fue rey de Tonga desde el 18 de febrero de 1893 hasta su fallecimiento. Su coronación tuvo lugar en Nukualofa, el 17 de marzo de 1893. 

## Primeros años
Siaosi nació en 1874, y desciende el rey Jorge Tupou I, primer monarca y fundador de la Casa de Tupou, tanto por línea paterna, como por la materna: era hijo del príncipe Tuʻi Pelehake (Fatafehi Toutaitokotaha) y, su abuela, Sālote Pilolevu era hija de Jorge Tupou I, mientras que, por parte de su madre, la princesa Fusipala Taukiʻonetuku, era nieta de Tevita 'Unga, quien era, a su vez, hijo de Tupou I. 

## Reinado

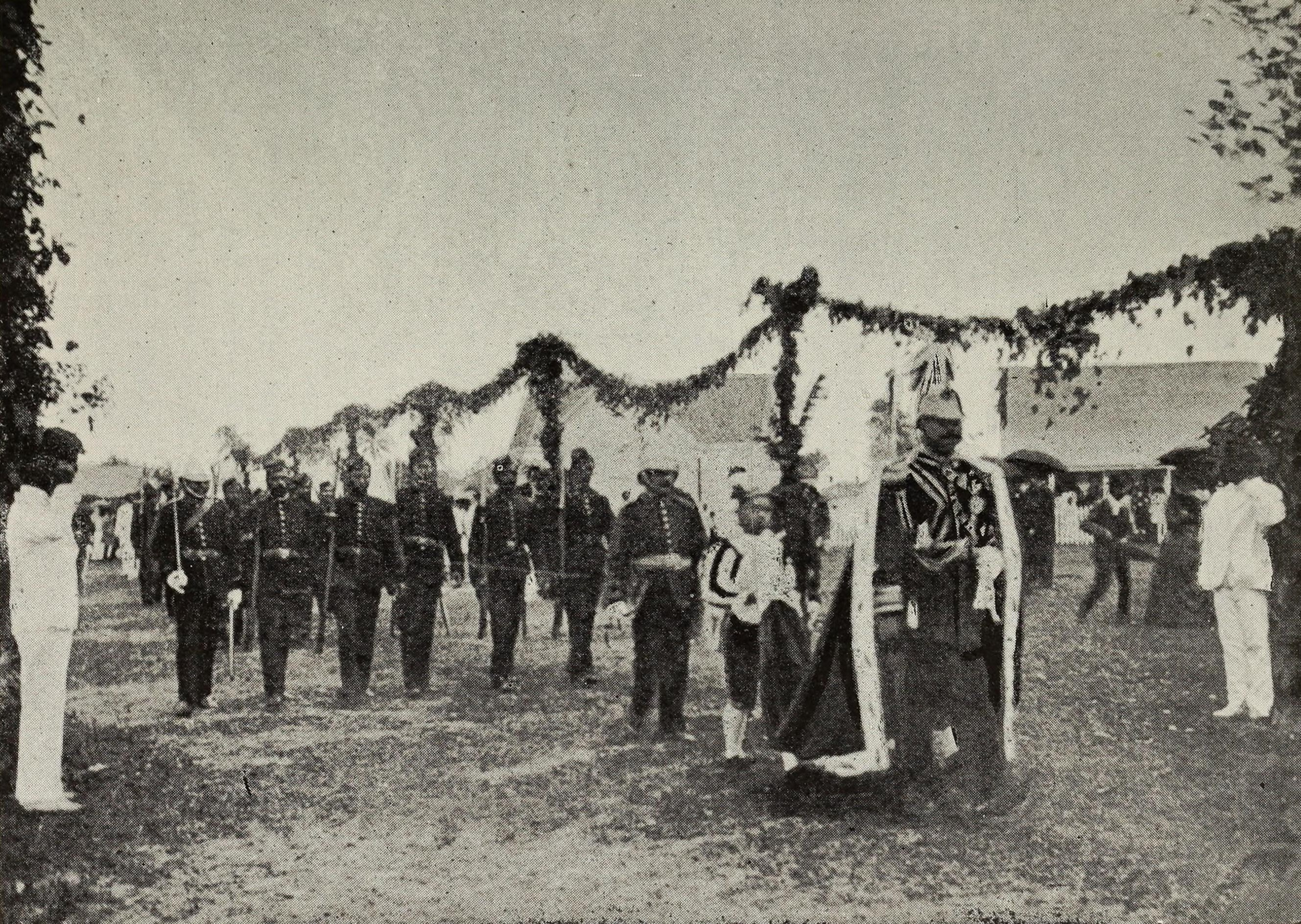
El rey dirigiéndose a la apertura del Parlamento en 1900.

El reinado de Tupou II estuvo caracterizado por la corrupción y la ineficiencia del gobierno; el rey es conocido por ser incapaz desde el punto de vista político. En 1900, el Parlamento sospechaba del gobierno del monarca, por lo que hizo auditar sus cuentas varias veces, encontrando discrepancias por valor de miles de libras. La situación se agravo, llegando a provocar que la comunidad de expatriados en Tonga pidió su anexión a Nueva Zelanda. Ese mismo año firmó un tratado de amistad con el Reino Unido, por el cual Tonga se convirtió en un protectorado británico, es decir, el país conservó su soberanía e independencia, pero las relaciones exteriores y finanzas del gobierno tongano eran conducidas por un cónsul británico con poder de veto sobre las decisiones.
En un inicio, durante la Primera Guerra Mundial, el país se mantuvo neutral, puesto que mantenía buenas relaciones tanto con el Reino Unido como con Alemania, y en Tonga residía una gran cantidad de comerciantes y empresarios de origen alemán. Con el paso de los meses, y la escalada del conflicto, el gobierno tongano se alineó con los objetivos aliados, y permitió al Consulado británico identificar a los extranjeros "enemigos" de los esfuerzos de la guerra. Fueron en total 150 personas, incluidos alemanes, samoanos e isleños de Nueva Guinea y sus familias; muchos de ellos fueron deportados a Nueva Zelanda, mientras que los restantes permanecieron en el país pero sus tierras fueron confiscadas y sus movimientos restringidos. Los tonganos que se alistaron para luchar en el conflicto, se unieron a la Fuerza Expedicionaria de Nueva Zelanda.

## Matrimonios y descendencia
Debido a que se convirtió en rey estando soltero, en 1896, los jefes del país lo instaron a casarse y a producir un heredero al trono. La candidata sugerida era Ofa-ki-Vavaʻu, la hija de Māʻatu de Niuatoputapu –descendiente de la línea Tuʻi Haʻatakalaua–, sin embargo, Jorge Tupou se negó, puesto que tenía la intención de casarse con Jane (Eugenie) von Treskow, la hija del vicecónsul alemán Waldemar von Treskow, pero el Parlamento se opuso. Finalmente, el 1 de junio de 1899, contrajo nupcias con Lavinia Veiongo –hija de Kupuavanua de Vava'u y Tōkanga de Niuafo'ou–, lo que causó graves tensiones en las relaciones del rey y el país. En 1900 nació la única hija del matrimonio, la princesa Carlota, y en 1902 la reina Lavinia falleció de tuberculosis. Carlota, la heredera al trono, era impopular entre los tonganos, debido a que era considerada hija de la "madre incorrecta".
El 11 de noviembre de 1909, el rey se casó con Anaseini Takipō, la hija de Tae Manusa –mujer de más alto rango en el país, ya que tenía un linaje directo con la línea de Tu'iHa'atakalaua y Tu'iKanokupolu–. El matrimonio tuvo dos hijas; ʻOnelua (n. 20 de marzo de 1911), murió de convulsiones cuando solo tenía seis meses; y ʻElisiva Fusipala Taukiʻonetuku (n.26 de julio de 1912), finalmente murió de peritonitis tuberculosa en 1933 a los 20 años. La reina Takipō  falleció el 26 de noviembre de 1918 a causa de la pandemia de gripe de 1918.

## Distinciones honoríficas

### Distinciones honoríficas tonganas
- Soberano Gran Maestre de la Real Orden del Rey Jorge Tupou I (18/02/1893).
- Soberano Gran Maestre de la Real Orden de Pouono (1893).
- Soberano Gran Maestre de la Orden de la Corona de Tonga (06/04/1913).

| Predecesor: Jorge Tupou I | Rey de Tonga 18 de febrero de 1893 - 5 de abril de 1918 | Sucesor: Carlota Tupou III |